# 이리키정
이리키정(일본어: 入来町)은 일본 가고시마현 사쓰마군에 있던 정이다.
700년의 역사를 가진 이라이 온천과 중요 전통적 건조물군 보존지구인 무가 저택군 등 많은 사적지를 보유하고 있어 '온천과 역사의 고장'으로 알려져 있다. 또한, 마을의 지형이 패러글라이딩에 적합해 휴일 등에는 형형색색의 글라이더가 하늘을 날아오르는 모습을 볼 수 있다. 
2004년 10월 12일 - 센다이 시·히와키정·도고정·게도인정·사토촌·가미코시키촌·시모코시키촌·가시마촌이 신설 합병해 사쓰마센다이 시가 되어 소멸하였다.

## 지리
동서 9km, 남북 13km의 길쭉한 박 모양으로, 마을의 상징인 도안에도 그려져 있다.
대지는 에도시대의 번정촌 구역을 계승한 우라노나 및 후카타의 2개 대지로 구성되어 있으며, 현재의 사츠마가와나이시 이리라이정 우라노나, 이리라이정후카타에 해당한다. 

## 역사
- 1889년 4월 1일 - 정촌제 시행에 수반해 이리키촌이 설치되었다.
- 1948년 10월 1일- 정으로 승격해, 사쓰마군 이리키정이 되었다.
- 2004년 10월 12일 - 센다이시 외 7정촌과 신설합병, 사쓰마센다이시가 되었다.

## 교통

### 도로
- 국도 328호선

## 참고 문헌
- 角川日本地名大辞典編纂委員会,『角川日本地名大辞典 鹿児島県』1983, 角川書店